# All Night Long 4
All Night Long 4 (inny tytuł: All Night Long R) – japoński horror z 2002 roku w reżyserii Katsuyi Matsumury.

## Fabuła
Głównym bohaterem filmu jest młody, samotny mężczyzna. Dzięki internetowi dowiaduje się o dziewczynie o imieniu Reika. Pewnej nocy zjawia się u niej w domu i zabija ją, pozbawiając kilku części ciała. Mężczyzna wypatruje sobie kolejną ofiarę. Podczas wizyty w jej mieszkaniu usypia ją i zanosi do siebie. Mimo że kobieta jest jego więźniem z czasem zdaje się powstawać między nimi pewna więź. Pod koniec filmu w domu porywacza zjawia się włamywacz. Po zobaczeniu martwej kobiety (tu wychodzi na jaw, że owa więź była jedynie wyobraźnią głównego bohatera) próbuje opuścić mieszkanie.